# 2010-es labdarúgó-világbajnokság-selejtező (CONCACAF, 2. forduló)
Ezen az oldalon részletezve olvashatóak a CONCACAF-zóna 2. fordulójának eredményei. A 2007. májusi FIFA-világranglista alapján végezték a zóna csapatainak kiemelését. A 2007. november 25-én Durbanben tartott sorsoláson az első forduló mérkőzéseinek győztes csapatait párosították az 1.-12. helyen kiemelt csapatokkal.

## A selejtező formája
A második fordulóban 24 csapat vett részt, a 12 párosítás győztese jutott a 3. fordulóba, azaz az első csoportkörbe. Minden mérkőzés oda-visszavágós rendszerben zajlott, a 12 továbbjutó alkotja a következő forduló három, egyaránt négycsapatos csoportját. Annak érdekében, hogy a csoportok közel azonos erősségűek legyenek, sorsoláskor a kiemelés szerinti sorrendet figyelembe véve az 1.–12.-ig rangsorolt csapatokat három egyenlő részre bontották, az azonos bontásba kerülő csapatokat pedig a csoportok selejtező mérkőzéseinek megfelelően sorsolták be. Így az 1.–4-ig párosítások a 3. forduló 1. csoportjának, 5.–8-ig párosítások a 3. forduló 2. csoportjának, míg a 9.-12. jelű párosítások a 3. forduló 3. csoportjának selejtezőit képezték.

## Mérkőzések

### Az 1. csoport selejtező mérkőzései

#### 1. párosítás
| 2008. június 15. 14:00 (UTC-7) | Egyesült Államok                                                                      | 8 – 0               | Barbados | The Home Depot Center, Carson Nézőszám: 11 500 Játékvezető: Rodríguez (mexikói) |
| 2008. június 15. 14:00 (UTC-7) | Dempsey 1' 62' Bradley 12' Ching 20' 88' Donovan 58' Johnson 82' Ferguson 85' (öngól) | (3 – 0) Jegyzőkönyv |          | The Home Depot Center, Carson Nézőszám: 11 500 Játékvezető: Rodríguez (mexikói) |

| 2008. június 22. 15:00 (UTC-4) | Barbados | 0 – 1               | Egyesült Államok | Kensington Oval, Bridgetown Nézőszám: 2 000 Játékvezető: Moreno (panamai) |
| 2008. június 22. 15:00 (UTC-4) |          | (0 – 1) Jegyzőkönyv | Lewis 82'        | Kensington Oval, Bridgetown Nézőszám: 2 000 Játékvezető: Moreno (panamai) |

Továbbjutott az Amerikai Egyesült Államok 9–0-s összesítéssel és a 3. fordulóba került.

#### 2. párosítás
| 2008. június 14. 20:00 (UTC-6) | Guatemala                                         | 6 – 0               | Saint Lucia     | Estadio Mateo Flores, Guatemalaváros Nézőszám: 24 600 Játékvezető: Archundia (mexikói) |
| 2008. június 14. 20:00 (UTC-6) | Rodríguez 5' Ruíz 36' 40' 58' 90+3' Trigueros 91' | (3 – 0) Jegyzőkönyv | Joseph 33′, 78′ | Estadio Mateo Flores, Guatemalaváros Nézőszám: 24 600 Játékvezető: Archundia (mexikói) |

| 2008. június 21. 16:00 (UTC-4) | Saint Lucia | 1 – 3               | Guatemala                    | Los Angeles Memorial, Los Angeles (USA) Nézőszám: 12 000 Játékvezető: Wijngaarde (Suriname-i) |
| 2008. június 21. 16:00 (UTC-4) | McPhee 45'  | (1 – 2) Jegyzőkönyv | Romero 24' 43' Trigueros 86' | Los Angeles Memorial, Los Angeles (USA) Nézőszám: 12 000 Játékvezető: Wijngaarde (Suriname-i) |

Továbbjutott Guatemala 9–1-es összesítéssel és a 3. fordulóba került.

#### 3. párosítás
| 2008. június 15. 16:00 (UTC-4) | Trinidad és Tobago | 1 – 2               | Bermuda      | Marvin Lee Stadion, Macoya Nézőszám: 4 585 Játékvezető: Queseda (Costa Rica-i) |
| 2008. június 15. 16:00 (UTC-4) | John 22'           | (1 – 2) Jegyzőkönyv | Nusum 7' 38' | Marvin Lee Stadion, Macoya Nézőszám: 4 585 Játékvezető: Queseda (Costa Rica-i) |

| 2008. június 22. 19:30 (UTC-3) | Bermuda | 0 – 2               | Trinidad és Tobago  | Bermudai Nemzeti Stadion, Hamilton Nézőszám: 5 000 Játékvezető: Batres (mexikói) |
| 2008. június 22. 19:30 (UTC-3) |         | (0 – 1) Jegyzőkönyv | Roberts 9' John 66' | Bermudai Nemzeti Stadion, Hamilton Nézőszám: 5 000 Játékvezető: Batres (mexikói) |

Továbbjutott Trinidad és Tobago 3–2-es összesítéssel és a 3. fordulóba került.

#### 4. párosítás
| 2008. június 17. 19:00 (UTC-4) | Antigua és Barbuda                    | 3 – 4               | Kuba                                      | Sir Vivian Richards Stadion, St. John's Nézőszám: 4 500 Játékvezető: Moreno (panamai) |
| 2008. június 17. 19:00 (UTC-4) | Williams 9' Skepple 13' Ty. Simon 80' | (2 – 2) Jegyzőkönyv | Ja. Colomé 10' 74' Linares 22' Duarte 85' | Sir Vivian Richards Stadion, St. John's Nézőszám: 4 500 Játékvezető: Moreno (panamai) |

| 2008. június 22. 17:00 UTC-4 | Kuba                                               | 4 – 0               | Antigua és Barbuda | Estadio Pedro Marrero, Havanna Nézőszám: 2 000 Játékvezető: Quesada (Costa Rica-i) |
| 2008. június 22. 17:00 UTC-4 | Linares 9' 53' Gonsalves 45+2' (öngól) Márquez 69' | (2 – 0) Jegyzőkönyv |                    | Estadio Pedro Marrero, Havanna Nézőszám: 2 000 Játékvezető: Quesada (Costa Rica-i) |

Továbbjutott Kuba 8–3-as összesítéssel és a 3. fordulóba került.

### 2. csoport selejtező mérkőzései

#### 5. párosítás
| 2008. június 15. 15:30 (UTC-5) | Belize | 0 – 2               | Mexikó                             | Reliant Stadion, Houston (USA) Nézőszám: 50 137 Játékvezető: Jáuregui Santillán (holland antilláki) |
| 2008. június 15. 15:30 (UTC-5) |        | (0 – 0) Jegyzőkönyv | Vela 65' Borgetti 90+2' (11-esből) | Reliant Stadion, Houston (USA) Nézőszám: 50 137 Játékvezető: Jáuregui Santillán (holland antilláki) |

| 2008. június 21. 21:00 (UTC-5) | Mexikó                                                                      | 7 – 0               | Belize | Estadio Universitario, San Nicolás de los Garza Nézőszám: 42 000 Játékvezető: Petrescu (kanadai) |
| 2008. június 21. 21:00 (UTC-5) | Vela 8' Guardado 33' Arce 45+1' 47' Borgetti 62' 90+3' Lennen 90+2' (öngól) | (3 – 0) Jegyzőkönyv |        | Estadio Universitario, San Nicolás de los Garza Nézőszám: 42 000 Játékvezető: Petrescu (kanadai) |

Az első mérkőzést az Amerikai Egyesült Államokban, Houstonban rendezték. Továbbjutott Mexikó 9–0-s összesítéssel és a 3. fordulóba került.

#### 6. párosítás
| 2008. június 15. 18:00 (UTC-5) | Jamaica                                                                  | 7 – 0               | Bahama-szigetek | Függetlenségi Park, Kingston Nézőszám: 20 000 Játékvezető: Navarro (kanadai) |
| 2008. június 15. 18:00 (UTC-5) | Gardner 17' Phillips 23' King 34' Shelton 51' 66' Goodison 75' Daley 89' | (3 – 0) Jegyzőkönyv |                 | Függetlenségi Park, Kingston Nézőszám: 20 000 Játékvezető: Navarro (kanadai) |

| 2008. június 18. 16:00 (UTC-5) | Bahama-szigetek | 0 – 6               | Jamaica                                                    | Greenfield Stadion, Trelawny (Jamaica) Nézőszám: 10 500 Játékvezető: Archundia (mexikói) |
| 2008. június 18. 16:00 (UTC-5) |                 | (0 – 5) Jegyzőkönyv | Burton 29' 55' Shelton 35' 37' (11-esből) 42' Marshall 39' | Greenfield Stadion, Trelawny (Jamaica) Nézőszám: 10 500 Játékvezető: Archundia (mexikói) |

Mivel a bahama-szigeteki helyszín nem felelt meg a Nemzetközi Labdarúgó-szövetség stadionokkal szemben támasztott követelményeinek, mindkét mérkőzést Jamaicában rendezték. Továbbjutott Jamaica 13–0-s gólkülönbséggel és a 3. fordulóba került.

#### 7. párosítás
| 2008. június 4. 19:30 (UTC-6) | Honduras                                 | 4 – 0               | Puerto Rico    | Estadio Olimpico Metropolitano, San Pedro Sula Nézőszám: 20 000 Játékvezető: Campbell (jamaicai) |
| 2008. június 4. 19:30 (UTC-6) | de León 25' Palacios 51' Suazo 52' 90+2' | (1 – 0) Jegyzőkönyv | Vélez 50′, 84′ | Estadio Olimpico Metropolitano, San Pedro Sula Nézőszám: 20 000 Játékvezető: Campbell (jamaicai) |

| 2008. június 14. 20:00 (UTC-4) | Puerto Rico                 | 2 – 2               | Honduras               | Estadio Juan Ramón Loubriel, Bayamón Nézőszám: 5 000 Játékvezető: López Castellanos (guatemalai) |
| 2008. június 14. 20:00 (UTC-4) | Megaloudis 31' Villegas 41' | (2 – 1) Jegyzőkönyv | Suazo 22' Palacios 52' | Estadio Juan Ramón Loubriel, Bayamón Nézőszám: 5 000 Játékvezető: López Castellanos (guatemalai) |

Továbbjutott Honduras 6–2-es összesítéssel és a 3. fordulóba került.

#### 8. párosítás
| 2008. június 15. 15:00 (UTC-4) | Saint Vincent és a Grenadine-szigetek | 0 – 3               | Kanada                            | Arnos Vale Stadion, Kingstown Nézőszám: n.a. Játékvezető: Batres (guatemalai) |
| 2008. június 15. 15:00 (UTC-4) |                                       | (0 – 2) Jegyzőkönyv | Nakajima-Farran 29' Gerba 38' 89' | Arnos Vale Stadion, Kingstown Nézőszám: n.a. Játékvezető: Batres (guatemalai) |

| 2008. június 20. 19:30 (UTC-4) | Kanada                           | 4 – 1               | Saint Vincent és a Grenadine-szigetek | Saputo Stadion, Montréal Nézőszám: 11 500 Játékvezető: Aguilar (salvadori) |
| 2008. június 20. 19:30 (UTC-4) | De Rosario 29' 50' Gerba 38' 63' | (2 – 0) Jegyzőkönyv | James 75'                             | Saputo Stadion, Montréal Nézőszám: 11 500 Játékvezető: Aguilar (salvadori) |

Továbbjutott Kanada 7–1-es összesítéssel és a 3. fordulóba került.

### A 3. csoport selejtező mérkőzései

#### 9. párosítás
| 2008. június 14. 16:00 (UTC-4) | Grenada                             | 2 – 2               | Costa Rica           | Grenadai Nemzeti Stadion, St. George's Nézőszám: 6 000 Játékvezető: Brizan (Trinidad és Tobagó-i) |
| 2008. június 14. 16:00 (UTC-4) | Modeste 18' Roberts 23' Charles 49′ | (2 – 1) Jegyzőkönyv | Alonso 39' Núñez 76' | Grenadai Nemzeti Stadion, St. George's Nézőszám: 6 000 Játékvezető: Brizan (Trinidad és Tobagó-i) |

| 2008. június 21. 20:00 (UTC-6) | Costa Rica                        | 3 – 0               | Grenada | Estadio Ricardo Saprissa Aymá, San José Nézőszám: 16 000 Játékvezető: Marrufo (USA) |
| 2008. június 21. 20:00 (UTC-6) | Saborío 17' Ruiz 30' Azofeifa 89' | (2 – 0) Jegyzőkönyv |         | Estadio Ricardo Saprissa Aymá, San José Nézőszám: 16 000 Játékvezető: Marrufo (USA) |

Továbbjutott Costa Rica 5–2-es összesítéssel és a 3. fordulóba került.

#### 10. párosítás
| 2008. június 14. 16:00 (UTC-3) | Suriname                      | 1 – 0               | Guyana | André Kamperveen Stadion, Paramaribo Nézőszám: 3 000 Játékvezető: Guerrero (nicaraguai) |
| 2008. június 14. 16:00 (UTC-3) | Sandvliet 52' Lupson 66′, 85′ | (0 – 0) Jegyzőkönyv |        | André Kamperveen Stadion, Paramaribo Nézőszám: 3 000 Játékvezető: Guerrero (nicaraguai) |

| 2008. június 22. 15:30 (UTC-4) | Guyana         | 1 – 2               | Suriname                   | Providence Stadion, Georgetown Nézőszám: 12 000 Játékvezető: Campbell (jamaicai) |
| 2008. június 22. 15:30 (UTC-4) | Codrington 84' | (0 – 2) Jegyzőkönyv | Van Dijk 11' Sandvliet 36' | Providence Stadion, Georgetown Nézőszám: 12 000 Játékvezető: Campbell (jamaicai) |

Továbbjutott Suriname 3–1-es összesítéssel és a 3. fordulóba került.

#### 11. párosítás
| 2008. június 15. 16:00 (UTC-4) | Panama                         | 1 – 0               | Salvador         | Estadio Nacional de Panamá, Panamaváros Nézőszám: 22 150 Játékvezető: Wijngaarde (Suriname-i) |
| 2008. június 15. 16:00 (UTC-4) | Tejada 21' Juan Pérez 25′, 60′ | (1 – 0) Jegyzőkönyv | Salazar 59′, 90′ | Estadio Nacional de Panamá, Panamaváros Nézőszám: 22 150 Játékvezető: Wijngaarde (Suriname-i) |

| 2008. június 22. 18:00 (UTC-6) | Salvador                                 | 3 – 1               | Panama                                 | Estadio Cuscatlán, San Salvador Nézőszám: 27 420 Játékvezető: Rodríguez (mexikói) |
| 2008. június 22. 18:00 (UTC-6) | Quintanilla 70' 81' (11-esből) Anaya 88' | (0 – 1) Jegyzőkönyv | Garcés 14' Rivera 20′, 80′ Machado 89′ | Estadio Cuscatlán, San Salvador Nézőszám: 27 420 Játékvezető: Rodríguez (mexikói) |

Továbbjutott Salvador 3–2-es összesítéssel és a 3. fordulóba került.

#### 12. párosítás
| 2008. június 15. 15:00 (UTC-4) | Haiti       | 0 – 0 | Holland Antillák | Stade Sylvio Cator, Port-au-Prince Nézőszám: 6 000 Játékvezető: Aguilar (salvadori) |
| 2008. június 15. 15:00 (UTC-4) | Jegyzőkönyv |       |                  | Stade Sylvio Cator, Port-au-Prince Nézőszám: 6 000 Játékvezető: Aguilar (salvadori) |

| 2008. június 22. 18:00 (UTC-4) | Holland Antillák | 0 – 1               | Haiti              | Ergilio Hato Stadion, Willemstad Nézőszám: 9 000 Játékvezető: Brizan (Trinidad és Tobagó-i) |
| 2008. június 22. 18:00 (UTC-4) |                  | (0 – 0) Jegyzőkönyv | Martha 78' (öngól) | Ergilio Hato Stadion, Willemstad Nézőszám: 9 000 Játékvezető: Brizan (Trinidad és Tobagó-i) |

Továbbjutott Haiti 1–0-s összesítéssel és a 3. fordulóba került.